# پونه‌های دنبه‌ای
پونه‌های دنبه‌ای (نام علمی: Lachnostachys) نام یک سرده از زیرخانواده پونه‌ای‌وارهای استرالیا است.